# Frank Schepke
Frank Schepke (Königsberg, 1935. április 5. – Kiel, 2017. április 4.) olimpiai bajnok német evezős. Bátyja Kraft Schepke szintén olimpiai bajnok evezős.

## Pályafutása
Az 1960-as római olimpián aranyérmes lett a nyolcas versenyszámban társaival, köztük bátyjával Kraft Schepkével.

## Sikerei, díjai
- Olimpiai játékok
  - aranyérmes: 1960, Róma (nyolcas)